# Nieuwstad (Elburg)
Nieuwstad is een buurtschap in de Nederlandse gemeente Elburg, gelegen in de provincie Gelderland. De plaats ligt aan de westkant van nieuwbouwwijk Molendorp van de stad Elburg. De twee worden gescheiden van elkaar door de N309, de Flevoweg.
De buurtschap bestaat uit een kleine kern van bewoning aan de Nieuwstadspad, Nieuwstadsweg en de Parallelweg. In de buurtschap is het Tuincentrum de Nieuwstad Elburg gevestigd. Net ten zuiden van de plaats stroomt de Goorbeek. De Nieuwstadsweg verbindt het verder met de buurtschap Oudekerk.

## Geschiedenis
Nieuwstad is ontstaan ten zuiden van de stad Elburg. De plaatsnaam betekent letterlijk nieuwe stad, feitelijk een nieuwe plaats. Wanneer de plaats precies is ontstaan is onduidelijk. In de 19e eeuw wordt het bij de verschillende volkstellingen in ieder geval genoemd.
De buurtschap telde in 1840 109 inwoners en in 1849 125 inwoners. 30 jaar later wonen er volgens de volkstelling 185 inwoners. In het begin van de twintigste eeuw werd het westelijke deel, dat een eigen kerkhof had, onderdeel van de stad Elburg. In 1930 woonde er in het overgebleven deel van de buurtschap nog 28 inwoners, in acht van de twintig aanwezige gebouwen.
De naam van de wijk Molendorp is een verwijzing naar de stellingmolen De Hoop die op 25 februari 1930 afbrandde. De molen werd in 1897 gebouwd als opvolger van de eerder afgebrande Molen van Van Loo. De Hoop was een korenmolen met een lage stelling. Deze werd gesteund met rechte palen met schoren.
De molen stond op de plek wat later de Molenstraat is geworden. In de tweede helft van de twintigste eeuw werd in fases een nieuwe woonwijk gebouwd in het gebied waar de molen had gestaan. De wijk wordt ook wel geduid als Nieuwstad, maar heet officieel Molendorp.
Stad: Elburg

Dorpen: 't Harde · Doornspijk · Hoge Enk · Oostendorp     
Buurtschappen: Aperloo · Lage Bijssel · Nieuwstad · Oudekerk · Wessinge

Gelderland: Steden en dorpen in Gelderland      Nederland: Provincies · Gemeenten